# Атабеков, Иосиф Нерсесович
Иосиф Нерсесович Атабеков (вар. Атабекян, Овсеп Нерсесович Атабекянц) (20 октября 1870, Даг Кесаман, Кавказское наместничество — 1916, Карс, Кавказский край) — в молодости — марксист, переводчик
Манифеста Коммунистической партии и других произведений Маркса и Энгельса на армянский язык, поддерживал переписку с Фридрихом Энгельсом. В 1907 году — депутат Государственной думы II созыва от Карсской области, кадет.
Двоюродный брат известного теоретика анархизма и врача Александра Атабекяна.

## Биография
Принадлежал к старинному армянскому княжескому роду Атабекян, давшему ряд видных военачальников и государственных деятелей Карабаха.
Выпускник 1-й Тифлисской гимназии. Два года учился на естественном отделении физико-математического факультета Петербургского университета. Отбыл воинскую повинность. С 12 сентября 1890 по 16 октября 1891 года служил в 13-м резервном кадровом батальоне (позднее переименованном в Юрьевский резервный батальон). 27 апреля 1891 года произведён в младшие унтер-офицеры. Вышел в отставку со званием прапорщика запаса. 

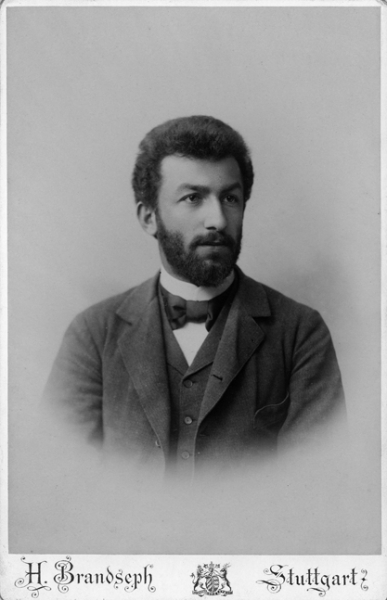
Иосиф Атабеков, студент Гогетемской академии, середина 1890-х.

Затем окончил в Германии Хоэнхаймскую (Гогетемскую в старом произношении) сельскохозяйственную академию рядом со Штутгартом. В годы учёбы в Германии в 1893 году установил тесные связи с видными деятелями немецкой социал-демократии  К. Каутским, К. Цеткин и другими. В 1894 году, будучи в Италии, изучал её политику, экономику и культурную жизнь, чему посвятил ряд статей, которые были опубликованы в журнале Социал-демократической партии Германии "Нойе цайт" (New Zeit, 1895, №№ 27-33) за подписью Atb. Переписывался с Фридрихом Энгельсом.
6 марта 1907 избран во Государственную думу II созыва Карсским областным избирательным собранием от общего состава выборщиков.Член Конституционно-демократической партии. Входил в Аграрную комиссию.
После разгона Думы занялся сельским хозяйством в собственном имении Нерсис-Абад Эриванской губернии. Владел 517 десятинами сельскохозяйственных земель. Основными специализациями хозяйства были виноделие и хлопководство. Осуществил ряд гидротехнических проектов, получил новые сорта винограда, опубликовал ряд статей по вопросам сельского хозяйства в специализированных журналах.
В 1914 году снова был призван в армию в качестве офицера. 15 января 1916 года в Карсе покончил жизнь самоубийством. По свидетельству его правнука А. А. Майсуряна, он пошёл на это, чтобы «спасти семью от разорения».

## Переписка с Фридрихом Энгельсом
В середине 1890-х годов, учась в Германии в сельскохозяйственной академии, придерживался марксистских взглядов и публиковал статьи в социал-демократической прессе. Перевёл на армянский язык Манифест коммунистической партии Маркса и Энгельса (перевод так и не был опубликован) и работу Фридриха Энгельса «Развитие социализма от утопии к науке» (1892), опубликованную в 1894 году под заголовком «Научный социализм». В 1894 году направил письмо Энгельсу, где описал политическое положение в Армении и попросил его написать введение к изданию Манифеста на армянском языке.
23 ноября 1894 года Энгельс из Лондона отправил ответное письмо Атабекову в Штутгарт. Энгельс поблагодарил за переводы его работ на армянский язык, но написал: «К сожалению, я не в состоянии исполнить Вашу просьбу — написать… несколько строк введения. Мне трудно писать что-либо, предназначенное для опубликования на языке, которого я не понимаю. Если бы я это сделал из любезности к Вам, то не смог бы отказать в этом и другим, но тогда ведь могло бы случиться, что мои слова появились бы на свет в непреднамеренно или даже преднамеренно искажённом виде, а я мог бы узнать об этом только много лет спустя или даже не узнать вообще».
Также Энгельс по просьбе Атабекова коротко высказался о положении армянского народа: «речь идёт об угнетённом народе, который имеет несчастье находиться между Сциллой турецкого и Харибдой русского деспотизма, причём русский царизм спекулирует на роли освободителя, а лакейская русская пресса не упускает случая использовать каждое слово сочувствия освобождению армян в интересах агрессивного царизма. Но если говорить откровенно, моё личное мнение таково, что освобождение Армении от турок, а также и от русских станет возможным лишь в тот день, когда русский царизм будет свергнут. Самые лучшие пожелания вашему народу.»
Впервые письмо Энгельса И. Н. Атабекову было опубликовано в книге «Dokumente des Sozialismus» (Штутгарт, 1903). В русском переводе вошло в полное собрание сочинений Маркса и Энгельса, вышедшее в 1955—1974 годах в Москве (том 39, стр. 270—271).

## Семья
- Старший сын — Вани Атабекян (1898—1976) в годы революции эмигрировал во Францию, инженер, специалист в области производства пластмасс; награждён орденом Почетного легиона.
- Старшая дочь — Анаида (1903—1991), профессор Тимирязевской сельскохозяйственной академии, ученица Николая Вавилова, автор мемуарных очерков о нём. Супруга Николая Майсуряна. Ряд её научных трудов опубликован в соавторстве с Н. А. Майсуряном.
  - Внук — Александр Николаевич Майсурян.
    - Правнук — Александр Александрович Майсурян (род. 1969)[7].
- Сын — Григорий (1908—1966), профессор, специалист по электротехнике, лауреат Государственной премии (1950)[3]
- Дочь — Габриэль Иосифовна Атабекова, мать Иосифа Атабекова.
  - Внук — Иосиф (1934 г. р.), вирусолог, академик РАН. Сын Г. И. Атабековой. Его отец, немец по национальности, был сослан в Казахстан, и Иосиф был усыновлён родным дядей Григорием[8]. Фамилия семьи отца Отто, во время ссылки умерли дед и бабушка. Отец вернулся в 1955 и умер в 1956 г[9].
- Дядя по отцу — Николай-бек (Николай Асланович) Атабекян, у него  2 сыновей, в том числе врач и поолитический деятель  Левон Атабекян
- Дядя по отцу — Мосес-бек Атабекян (1840—1910), у него дочь и 3 сына, в их числе врач, теоретик анархизма.  Александр Атабекян